# Sarde (race ovine)
Pour les articles homonymes, voir Sarde (homonymie) et Sarda (homonymie).
La brebis sarde est une race ovine originaire de Sardaigne parmi les plus anciennes d'Europe.
Elle est traditionnellement élevée pour son lait en extensif ou semi-extensif sur les 1 500 000 hectares de prairies naturelles que compte l'île de Sardaigne. L'île comptait un million de têtes au XVIIe siècle, deux millions en 1918 et 2 500 000 en 1971.
Son lait sert à fabriquer du fromage dont la Sardaigne est une grande exportatrice. Caillé, moulé, étuvé, à pâte demi-cuite, pressée ou molle, le fromage sarde se décline en de nombreuses variétés le bonassai, la caciotta, le casu axedu et le casu marzu. Le pecorino sardo et le fiore sardo sont des appellations d'origine protégée.
Ce mouton est introduit en Tunisie et en Libye par les colons italiens au XIXe et XXe siècles, il y a produit une race particulière, le Sicilo-Sarde. Il est également très diffusé dans le reste de l'Italie.